# Кленке, Герман
Филипп Фридрих Герман Кленке (нем. Philipp Friedrich Hermann Klencke; 1813—1881) — немецкий врач.
Опубликовал: «Experimente über die Kontagiosität der Eingeweidewürmer» (Йена, 1844); «Ueber die Verderbnis der Zähne» (2 изд., Лейпциг, 1850); «Die Fehler der menschlichen Stimme und Sprache» (2 изд., Кассель, 1851); «Heilung des Stotterns» (2 изд., Лейпциг, 1863). Вместе с Рихтером Кленке основал «Allgemeine Zeitung für Militärärzte». Кленке написал множество сочинений для популяризации естествознания и, в частности, гигиены; к ним относятся «Illustriertes Lexikon der Verfälschungen» (2 изд., Лейпциг, 1878), «Hauslexikon der Gesundheitslehre» (7 изд., Лейпциг, 1880) и др. Кленке, частично под псевдонимом Hermann von Maltitz, написал также целый ряд культурно-исторических и социальных романов, в том числе биографию Александра Гумбольдта (нем. «Alexander von Humboldts Leben und Wirken, Reisen und Wissen», 1870).